# Oleksandr Radčenko
Oleksandr Borysovyč Radčenko (in ucraino Олександр Борисович Радченко?; Mariupol', 19 luglio 1976 – 7 febbraio 2023) è stato un calciatore ucraino.

## Carriera
La sua carriera iniziò nell'Azovec Mariupol' nel 1993; la squadra diventò FC Metalurg Mariupol' due anni dopo. Giocò poi nel Vyšča Liha, nella Dynamo Kyiv e nella Dnipro Dnipropetrovs'k. Nel 2001 fu ceduto in prestito alla Zakarpattija Užhorod. Terminò la sua carriera nel Kryvbas Kryvyj Rih e nel Volyn' Luc'k.
Radčenko collezionò 17 presenze con la nazionale ucraina dal 2002 al 2005.